# Campionato africano maschile di pallacanestro 1995
Il 18º Campionato Africano Maschile di Pallacanestro FIBA si è svolto dall'11 al 18 dicembre 1995 ad Algeri in Algeria. Il torneo è stato vinto dall'Angola.
I Campionati africani maschili di pallacanestro sono una manifestazione biennale tra le squadre nazionali del continente, organizzata dalla FIBA Africa, all'epoca AFABA.

## Squadre partecipanti
| Gruppo A                                               | Gruppo B                              |
| ------------------------------------------------------ | ------------------------------------- |
| - Algeria - Costa d'Avorio - Marocco - Nigeria - Zaire | - Angola - Mali - Mozambico - Senegal |

## Classifica finale
| Pos | Squadra        | V-P |
| --- | -------------- | --- |
| 1   | Angola         |     |
| 2   | Senegal        |     |
| 3   | Nigeria        |     |
| 4   | Algeria        |     |
| 5   | Mali           |     |
| 6   | Marocco        |     |
| 7   | Costa d'Avorio |     |
| 8   | Mozambico      |     |
| 9   | Zaire          |     |